# Meotica pallens
Meotica pallens är en skalbaggsart som först beskrevs av Ludwig Redtenbacher 1849.  Meotica pallens ingår i släktet Meotica, och familjen kortvingar. Arten är reproducerande i Sverige.